# مایا سیمانتوف
مایا سیمانتوف (متولد ۲۵ ژوئن ۱۹۸۲) خواننده و ترانه‌سرای اسرائیلی است که بیش از یک دهه در صحنه موسیقی هاوس فعالیت دارد. او بیشتر به خاطر همکاری‌هایش با دی‌جی اُفر نیسیم در پروژه‌هایی مانند "Everybody Needs a Man", "Let Me Live", "Alone", "Be My Boyfriend", "First Time" شناخته می‌شود. او همچنین چند آهنگ برای "دانا اینترنشنال"، "ریتا" و "سریع حداد" نوشته‌است.